# راندي نيومان (ملاكم)
راندي نيومان (بالإنجليزية: Randy Neumann)‏ مواليد 21 يوليو 1948، هو ملاكم أمريكي يصنف ضمن فئة الوزن الثقيل.

## إحصائيات
خاض خلال مسيرته 38 نزالا، فاز في 31 ولم يتعادل وخسر في 7. فاز بالضربة القاضية في 11 نزالا.

## روابط خارجية
- راندي نيومان على موقع بوكس ريك (الإنجليزية) (registration required)